# Le Retour de Cisco Kid
Pour plus de détails, voir Fiche technique et Distribution.
Le Retour de Cisco Kid (The Return of the Cisco Kid) est un film américain réalisé par Herbert I. Leeds, sorti en 1939. Il fait suite à plusieurs films de la Fox mettant en scène le personnage de Cisco Kid, le bandit au grand cœur.

## Fiche technique
- Titre original : The Return of the Cisco Kid
- Titre français : Le Retour de Cisco Kid
- Réalisation : Herbert I. Leeds
- Scénario : Milton Sperling d'après les personnages de O. Henry
- Production : 20th Century-Fox
- Photographie : Charles G. Clarke
- Montage : James B. Clark
- Pays de production : États-Unis
- Genre : western
- Date de sortie : 1939

## Distribution
- Warner Baxter : Cisco Kid
- Lynn Bari : Ann Carver
- Cesar Romero : Lopez
- Henry Hull : Colonel Joshua Bixby
- Kane Richmond : Alan Davis
- C. Henry Gordon : Capitaine mexicain
- Robert Barrat : Shériff McNally
- Chris-Pin Martin : Gordito
- Soledad Jiménez : Mama Soledad
- Arthur Aylesworth : Conducteur de la diligence
- Paul E. Burns : Réceptionniste de l'hôtel
- Victor Kilian : Barman
- Eddy Waller : Garde sur la diligence
- Ward Bond : Accusé Rustler
- Adrian Morris : Shérif-adjoint Johnson